# Kinect
Кинект је уређај који је Мајкрософт направио за Xbox 360 (касније и за Виндоус 7). Кинект користи камере и посебан микрофон да види и чује свог корисника. Кинект такође користи једначину да зна шта је човек, а шта није. Први пут је приказан на Е3 у Лос Анђелесу у мају 2009, где је освојио бројне награде. Кинект омогућава кориснику да помера своје тело и тако да контролише игре. Људи могу да померањем руке, као и свог тела, играју игре. Кинект је посебан зато што се, помоћу њега, играју игре са телом, а не са џојстиком.
Кинект за Xbox 360 је изашао на продају 4. новембра 2010. у Северној Америци, 10. новембра 2010. У Европи, 14. новембра 2010. у Колумбији, 18. новембра 2010. у Аустралији и Азији, и 20. новембра 2010. у Јапану. Кинект за Виндоус 7 је изашао 1. фебруара 2012. у Северној Америци, Аустралији, Азији и Јапану. Рекламирање кинекта је коштало $500 милиона. Мајкрософт је продао 8 милиона примерака кинекта за првих 60 дана, тј. 133 хиљада кинекта за један дан, што држи Гинисов рекорд за најбрже продавану електронску справу. Плејстејшнов PlayStation Eye је конкурент кинекта. Слоган кинекта гласи: „Ти си контролер“.

## Галерија
- Како кинект види свет (у инфрацрвеном светлу)
- Како кинект види раздаљине (бело - најближе, плаво - најдаље)
- Кинект за Xbox 360